# Fucosidosis
La fucosidosis es una enfermedad de origen genético, causada por una deficiencia de la enzima alfa-L-fucosidasa. Su frecuencia es muy baja, por lo que se incluye dentro del grupo de las enfermedades raras. Se transmite de padres a hijos según un patrón de herencia autosómico recesivo.
Los síntomas principales consisten en deformidad de la cara (dismorfia facial), retraso mental grave, aumento del tamaño del hígado (hepatomegalia), alteraciones en el desarrollo óseo (disostosis) y sordera.

## Fisiopatológia
La fucosidosis pertenece al grupo de las oligosacaridosis o glicoproteinosis. El déficit de la enzima alfa-L-fucosidasa ocasiona la acumulación de un azúcar de 6 átomos de carbono llamado fucosa. Esta se deposita en los tejidos corporales en forma de glicolípidos y oligosacáridos.

## Epidemiología

La Fucosidosis se transmite con un patrón autosómico recesivo

Se han censado únicamente alrededor de 100 casos en todo el mundo. Los primeros descritos correspondían en su mayor parte a pacientes originarios de las ciudades de Grotteria y Mammola situadas en la provincia de Reggio Calabria, al sur de Italia. Posteriormente se han detectado algunos en Cuba y entre la población hispanoamericana de los estados de Nuevo México y Colorado en Estados Unidos.

## Tratamiento
Se han realizado tratamientos mediante trasplante de médula ósea, con el objeto de intentar recuperar la actividad enzimática normal, sin embargo los resultados de esta terapia no han sido satisfactorios, por lo que no se recomienda actualmente.